# カンジュルハン・スタジアムの悲劇
カンジュルハン・スタジアムの悲劇（カンジュルハン・スタジアムのひげき）は、2022年10月1日にインドネシアのカンジュルハン・スタジアムで行われたサッカーの試合後に発生した暴動であり、サッカー史上では1964年に発生したエスタディオ・ナシオナルの悲劇に次いで、2番目に死者数が出た事件である。

## 経緯
インドネシアではサッカーはバドミントンと並ぶ国民的スポーツであり、各地にプロチームと熱狂的なファンがいる。そのため、サッカーの試合で暴力行為が見られるのは目新しくはない。
暴動が発生した東ジャワ州マラン県で2022年10月1日、リーガ1の試合が行われた。
試合をめぐっては、長年のライバル関係にあるアレマFCとプルセバヤ・スラバヤのサポーターの衝突を防ぐ目的で、プルセバヤ・スラバヤのサポーターはチケットの購入を禁止されていた。しかし、政治・法務・治安担当調整大臣のモハマッド・マフッドは、3万8000人を収容するはずであったこの試合で4万2000枚のチケットが販売されていたとInstagramに投稿した。
アレマFCはこの試合で、宿敵のプルセバヤ・スラバヤの山本奨に決勝点を許し2-3で敗れた。アレマFCの本拠地であるマラン県でここ20年以上なかった敗戦を喫し、アレマFCのサポーターがグラウンドに侵入した。サポーター同士の乱闘を止めるために警察官2名が死亡したため、警察が催涙剤を発射した後に暴動が起きた。

## 死傷者
135人が死亡し、583人が負傷した。その多数が呼吸困難による窒息死や圧死であり、催涙剤を発射されてパニックになった観客が、武器を持った警察官から逃げようとして一斉に出口に殺到したことで、多数の死者を出す要因となった。

## 余波
国際サッカー連盟は、試合会場で警備員や警察官が「群衆を統制するためのガス」を携行したり使用したりしてはならないと定めている。
インドネシアサッカー協会はリーグの全試合を1週間中断し、アレマFCの今シーズン中のホームゲーム開催を禁止した。加えて、事故の原因を究明するために調査チームをマランに送ると発表している。今回の出来事は「インドネシアサッカーの顔に泥を塗った。」とも付け加えた。
インドネシア大統領のジョコ・ウィドドは、調査中はサッカーの国内トップリーグの全試合を中止するように命じた。

## 処分
インドネシア国家警察は10月6日、催涙ガスを使用した警察官3人や試合主催委員会の責任者、地元チーム警備責任者などを業務上過失致死の容疑で刑事訴追すると発表した。

## ギャラリー

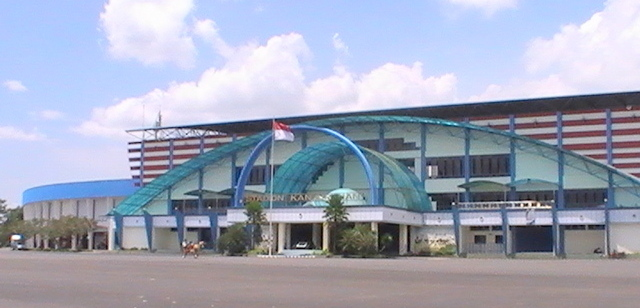
暴動の現場となったカンジュルハン・スタジアム（2010年撮影）
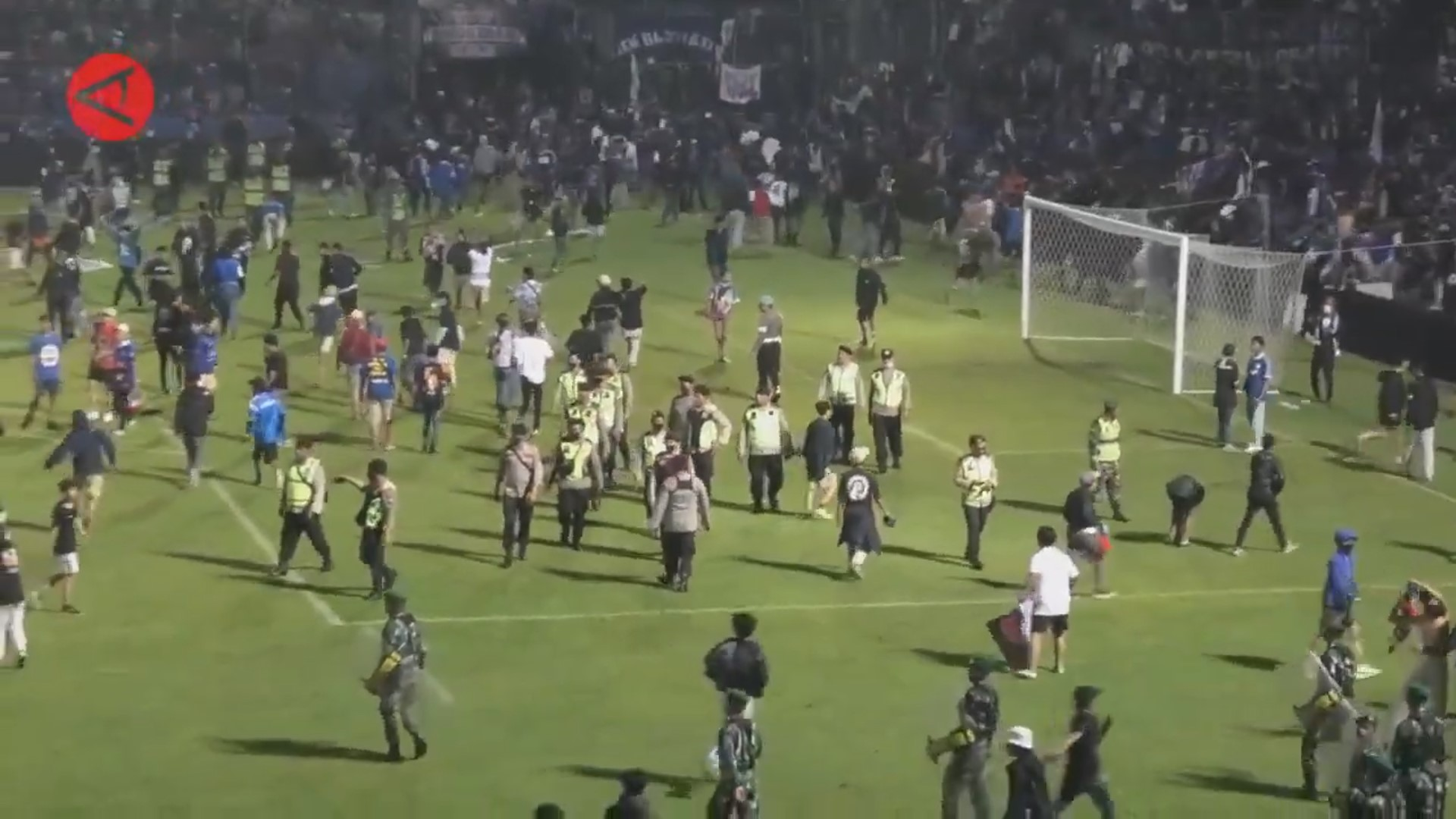
催涙剤が発射される前の様子
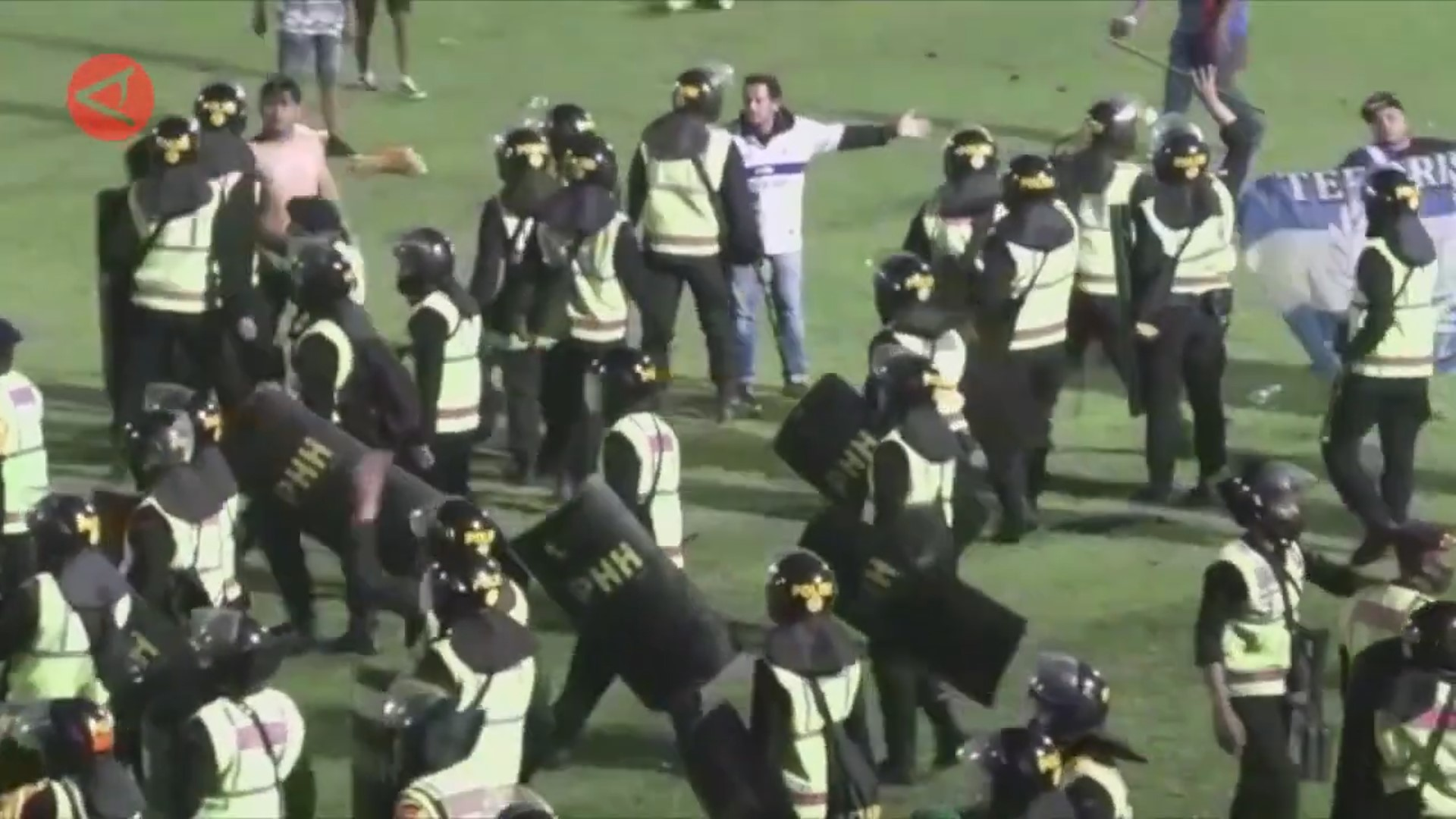
警察によって退去させられるサポーター
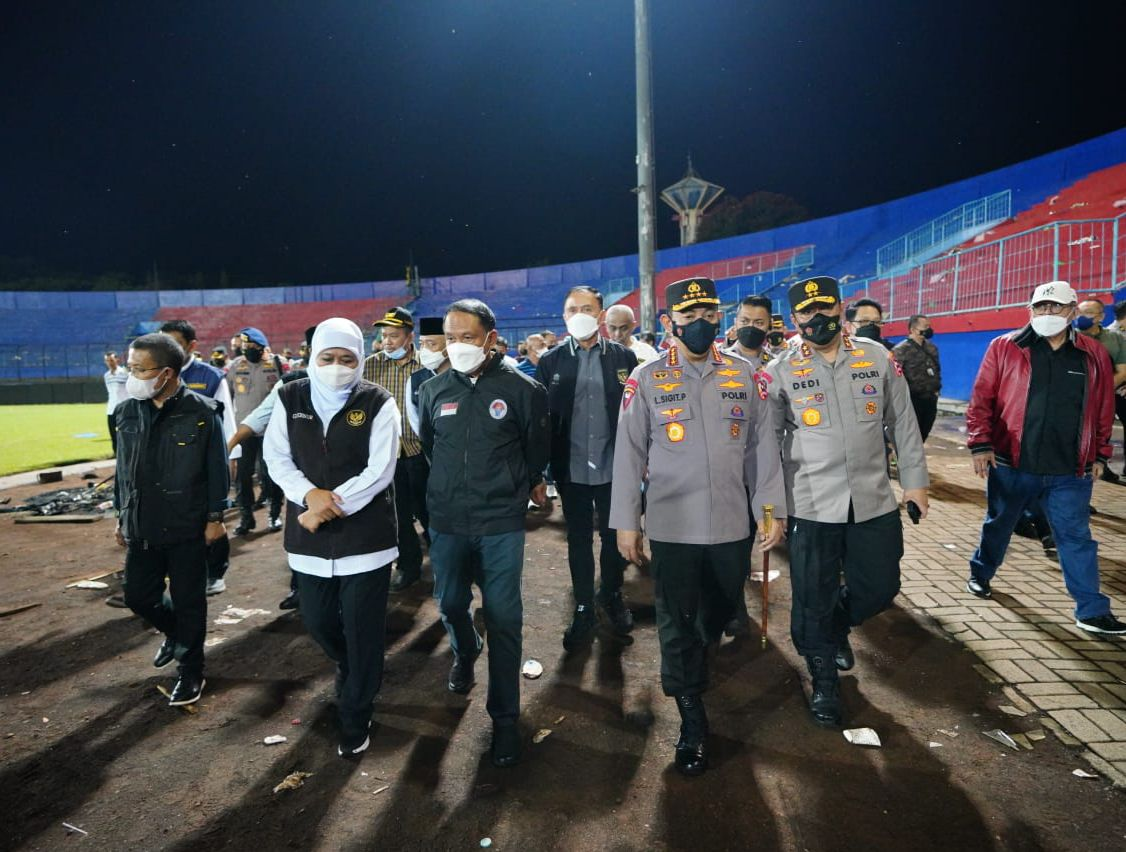
暴動の翌日に現場を視察したインドネシア国家警察長官（英語版）のリスティオ・シギット・プラボウォ（インドネシア語版）と東ジャワ州知事のコフィファ・インダル・パラワンサ
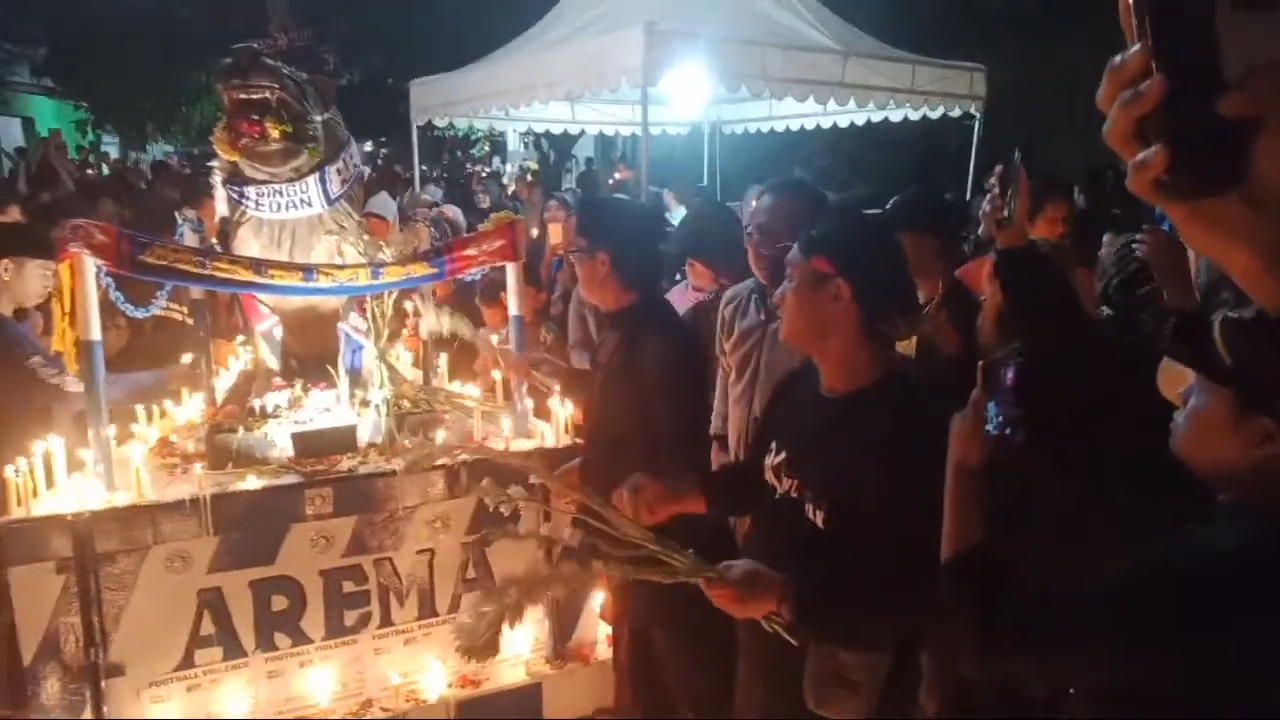
暴動から2日後の夜に行われた死者の追悼集会
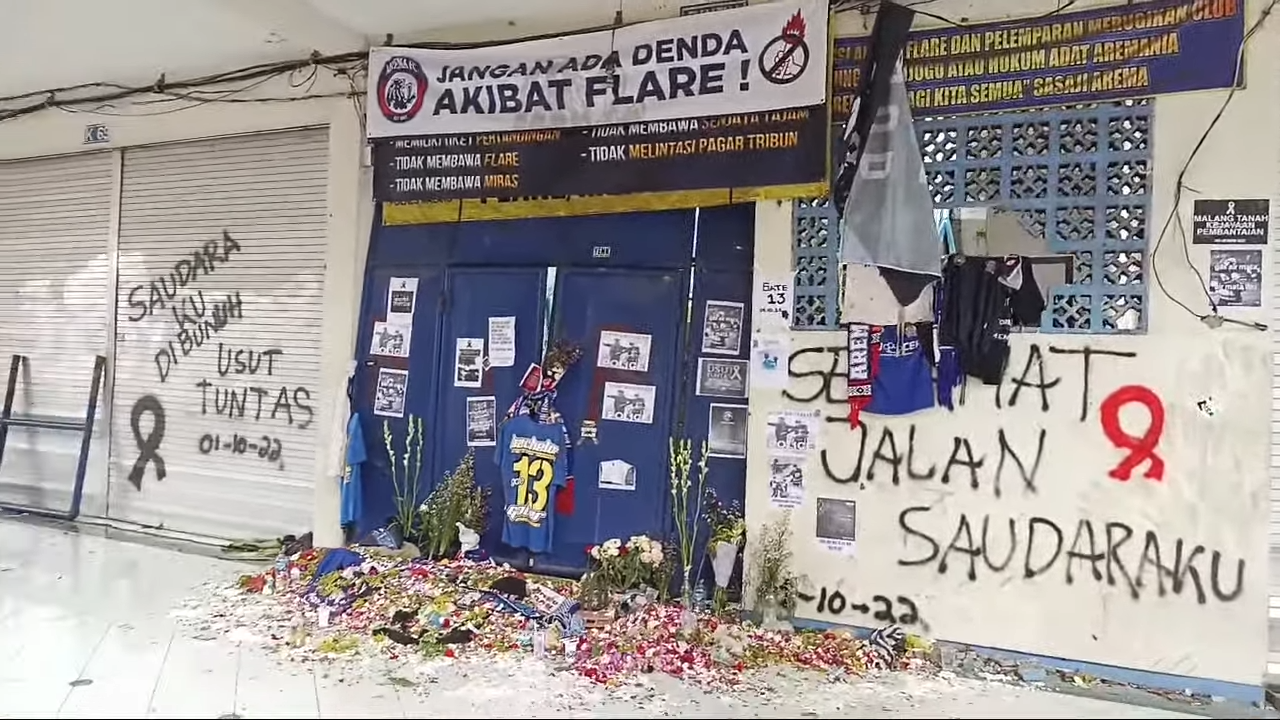
献花と遺族によるグラフィティが残された13番出口
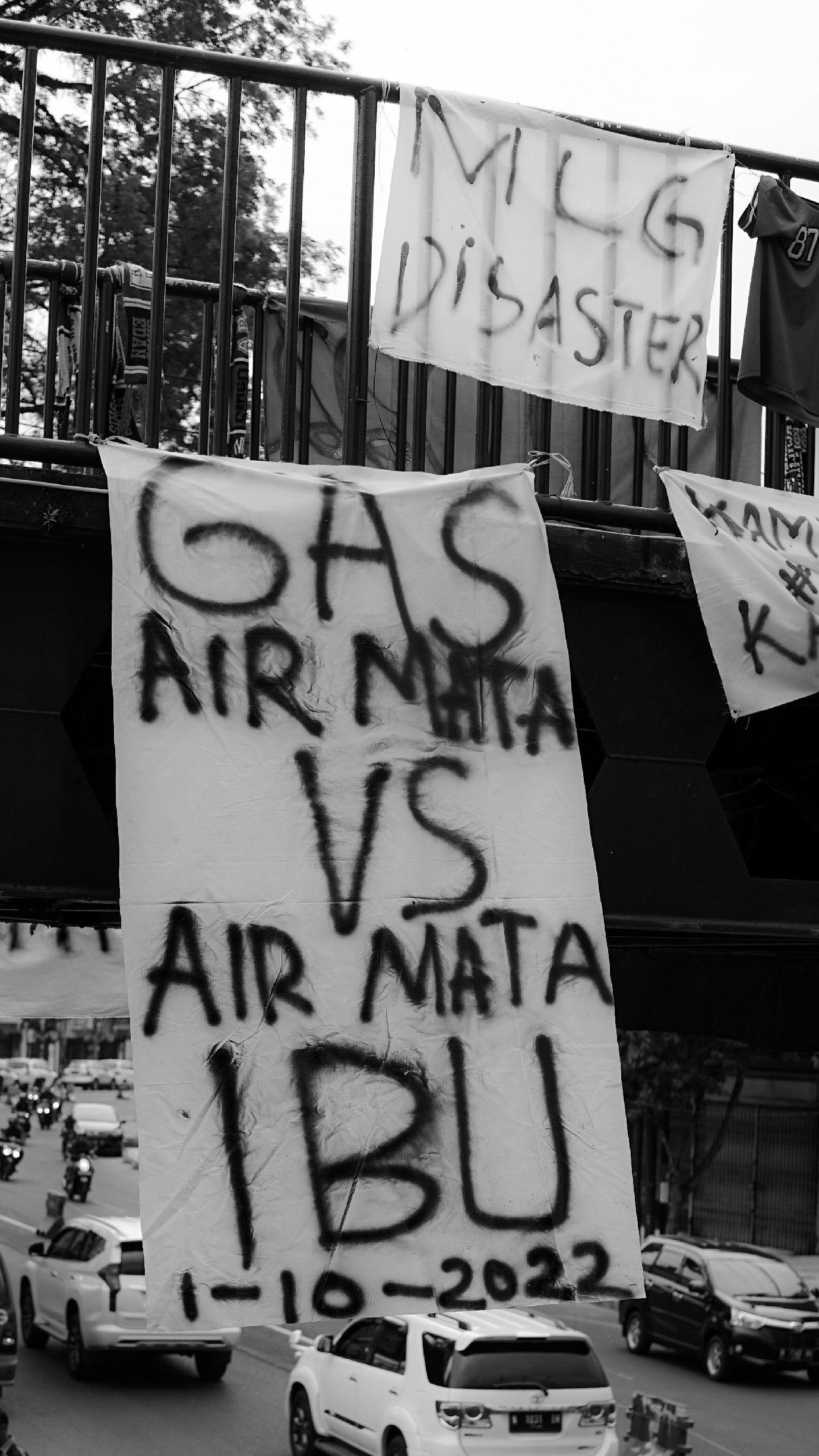
暴動を非難する横断幕（マラン）
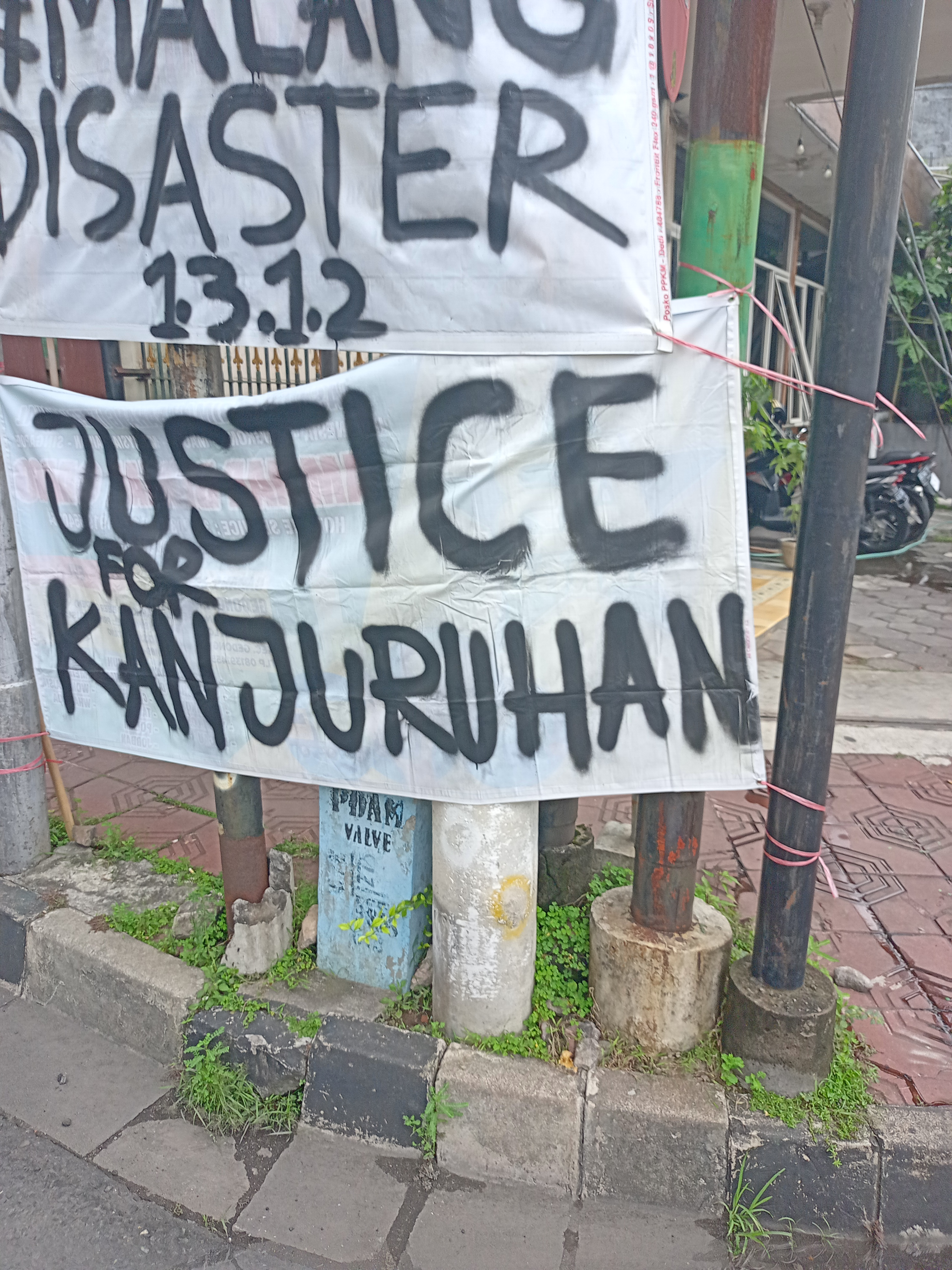
暴動を非難する横断幕（ジョグジャカルタ）